# Atholus goudotii
Atholus goudotii är en skalbaggsart som först beskrevs av Sylvain Auguste de Marseul 1854.  Atholus goudotii ingår i släktet Atholus och familjen stumpbaggar. Inga underarter finns listade i Catalogue of Life.